# 樊忠
樊忠（1400年—1449年），明朝武官，高陽板橋村人，其墓在高陽板橋村。土木堡之变時任明英宗之護衛將軍，於明軍潰敗時，見司禮監王振，曰：「吾為天下誅此賊！」以所持棰擊殺王振，力圖突圍，殺數十人，後為掩護英宗撤退被亂箭射死，年僅49歲。

## 影視形象
- 2019年中国大陆电视剧《大明風華》，郭之廷 饰。